# Pawtucket Looff Carousel
Das Slater Memorial Park Carousel oder Looff Carousel in Pawtucket, Rhode Island, ist ein historisches Karussell aus dem Jahr 1895.
Das Karussell wurde 1895 von Charles Looff gebaut und nach ihm benannt. Es befand sich ursprünglich in dem Vergnügungspark (carnival) Lee Funland in Upstate, New York. 1910 wurde es an seinen heutigen Standort in Slater Park gebracht, wo es bis heute läuft.
Das Karussell verfügt über eine North Tonawanda Military Jahrmarktsorgel, sowie 44 stehende Pferde, 6 Menagerie-Tiere (1 Kamel, 3 Hunde, 1 Giraffe, 1 Löwe), und 2 Kutschen (chariots).

## Geschichte

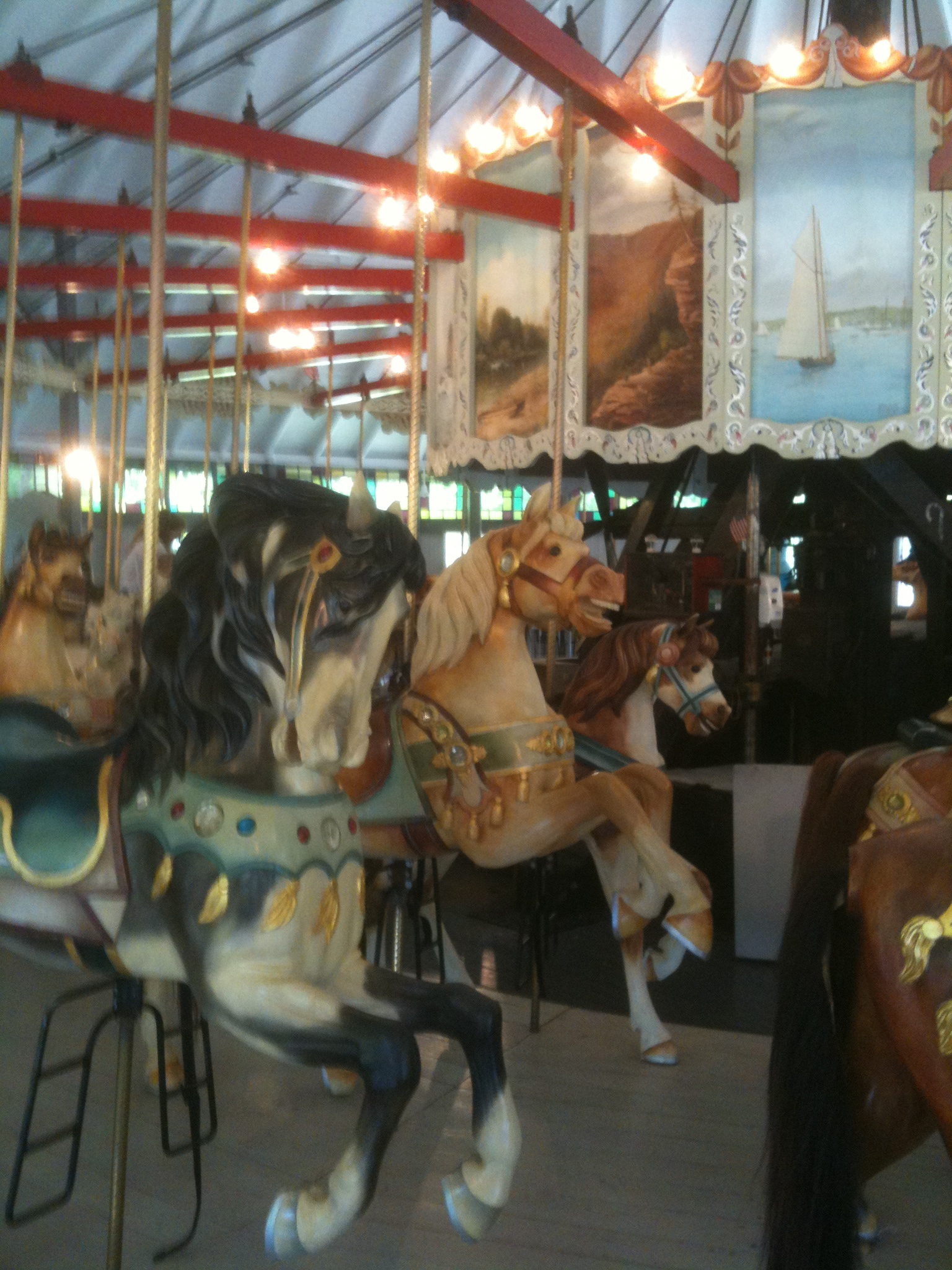
Einige der originalen handgeschnitzten Pferde.

1910 verpachtete die City of Pawtucket ein kleines Areal südöstlich angrenzend an das Daggett House an John Walker aus Providence. Walker errichtete schnell eine zehnseitige hölzerne Überdachung und ließ das Looff Carousel von New York nach Pawtucket verfrachten. Im Juli 1910 nahm das Karussell den Betrieb in Slater Park auf. Die Einheimischen bezeichneten den Ort als „The Darby Horses“.
Am 3. Juli 2010 feierte das Karussell sein hundertjähriges Bestehen.